# Cirque de Colomers
Le site de Colomèrs est un cirque lacustre des Pyrénées situé dans le Parc national d'Aigüestortes, en haut de la vallée d'Aiguamotx, sur la commune de Naut Aran, dans la province de Lérida en Catalogne (Espagne).

## Géographie

### Topographie
Le cirque de Colomèrs se situe au-dessus de 2000 m d'altitude et contient pas moins de 47 lacs et étangs : entre autres, l'Estanh Major de Colomèrs, le Lac des Cabidornats, l'Estanh Plan, l'Estanh Redon, l'Estanh Long de Colomèrs, l'Estanh Mòrt, le Lac de Clòto de Naut, le Lac de Clòto de Baish, le Lac de Manhèra, l'Estanh des Gargolhes, l'Estanh Obago, etc. Parmi les sommets formant le cirque se trouve le Gran Tuc de Colomèrs (2933 m).

## Voies d'accès
Le cirque de Colomèrs est accessible depuis le village de Salardú, au carrefour giratoire prendre la route en direction des Banhs de Trèdos.